# Epirhyssa wisei
Epirhyssa wisei är en stekelart som beskrevs av Porter 1978. Epirhyssa wisei ingår i släktet Epirhyssa och familjen brokparasitsteklar. Inga underarter finns listade i Catalogue of Life.